# Euphorbia guineensis
Euphorbia guineensis là một loài thực vật có hoa trong họ Đại kích. Loài này được Brot. ex N.E.Br. mô tả khoa học đầu tiên năm 1912.